# Midnight Gold
Midnight Gold (укр. Опівнічне золото) — пісня грузинського гурту Nika Kocharov & Young Georgian Lolitaz, з якою вони представляли Грузію на 61-му пісенному конкурсі Євробачення, проведеному у травні 2016 року в Стокгольмі, Швеція. 
Прем'єра відбулася 11 березня 2016. Nika Kocharov & Young Georgian Lolitaz посіли 9 місце у піфіналі та пройшли до фіналу, де посіли 20 місце (набравши 104 бали).